# مارکو بکیس
مارکو بکیس (ایتالیایی: Marco Bechis؛ زادهٔ ۲۴ اکتبر ۱۹۵۵) فیلم‌نامه‌نویس، کارگردان فیلم شیلیایی-ایتالیایی سینما است.
از فیلم‌های او می‌توان به گاراژ المپیک اشاره کرد که در جشنواره فیلم کن ۱۹۹۹ در بخش نوعی نگاه به نمایش درآمد.